# ファム・ヴァン・ドン
ファム・ヴァン・ドン（ベトナム語：Phạm Văn Đồng / 范文同  発音、1906年3月1日 - 2000年4月29日）は、ベトナムの政治家。ホー・チ・ミンの側近。1955年から1976年までベトナム民主共和国（北ベトナム）の、1976年の南北ベトナム統一後は1987年まで、合計32年間にわたり首相を務めた。

## 経歴
公式記録によれば、ファム・ヴァン・ドンは1906年3月1日、ベトナム中部のクアンガイ省モードゥク県ドゥクタン村の役人の家に生まれた。
1925年、18歳の時、彼は有名な愛国学者ファン・チュー・チンの死を悼む学生の座り込み運動に、学生仲間の一人として参加した。この頃に、彼は共産党および統一ベトナムへの関心を高める。1926年、彼は中国南部・広州へと向かい、ここで阮愛国（後にホー・チ・ミンとして知られる）により運営される訓練コースに参加した。
1929年に帰国し、彼はサイゴンにおいて革命同志会のための活動をした。しかし同年、フランス植民地当局により逮捕され、裁判で懲役10年の判決を受けた。
1936年、選挙で勝利したフランス人民戦線政府による恩赦で釈放されるまで、彼はプロコンドール島監獄で過ごした。

### 第一次インドシナ戦争
1940年、インドシナ共産党に参加し、その後はホー・チ・ミンにより指導された様々な活動に貢献した。1945年の八月革命で、ホー・チ・ミンが権力の座に登ると、ファム・ヴァン・ドンはベトナム民主共和国新政府の財務相に任命され、1954年までこの職にあった。また彼は、1946年5月、フランス・フォンテーヌブローの仏越戦後交渉において、ベトナム側代表団長を務めた。
日本の降伏に続き、ベトミン軍は1945年から1954年の第一次インドシナ戦争において、フランス植民地軍と戦った。フランスは1954年、ディエンビエンフーの戦いにおける大敗北を受け、講和を求めるようになった。1954年5月、彼はジュネーヴ会談において、ホー・チ・ミン政権の代表団を率いた。激しい交渉の後、和平条約が結ばれ、フランス軍は新たに独立した北ベトナムとの直接対決から撤退した。ファム・ヴァン・ドンは、フランス首相ピエール・マンデス＝フランスとともに、この和平協定に署名した。

### 1954年～1975年
1954年4月、彼は副首相兼外相に就任。さらに1955年9月、第1期第5回国会において、ホー・チ・ミンが兼任していた首相職を継いだ。以後彼は、抗米戦争期のベトナム指導者の一人として知られる。アメリカとの戦闘に際し、ベトナムを資金援助した中華人民共和国政府と緊密な関係を持つことで知られる。彼はまた、リンドン・ジョンソン及びリチャード・ニクソン政権期、戦闘終結のための和平会談に関わった人物の一人でもあった。

### 1976年～1987年
ベトナム戦争終結後の1976年7月、第6期第1回国会においてベトナム社会主義共和国が樹立され、ファン・ヴァン・ドンは改めて首相に選出された。

一般にファム・ヴァン・ドンは、頑固な共産主義的・偉大な民族主義的な指導者、ホー・チ・ミンの最も忠実な弟子の一人、独立・統一のためのベトナムの戦いにおける主要人物、と考えられた。とりわけ、1975年のベトナム統一後は、党内の数々の闘争から中立的立場を維持しようとした政治家として知られた。1981年、スタンレー・カーノウとのインタビューで、ファム・ヴァン・ドンは述べている

"ええ、我々はアメリカを打ち負かしました。しかし今、我々は様々な問題に悩まされています。食糧も十分ではありません。我々は貧しい、発展途上の国家です。あなたもご存知のとおり、戦争を遂行することは簡単です。しかし、一国を運営することはとても難しいのです。"

このプラグマティズムが、32年間彼が首相の座に留まり続けた理由かもしれない。1987年12月、第6回党大会において、彼の引退が承認された。

### 引退
公的機関からは引退したものの、彼は1986年12月から1997年まで、党中央委員会顧問を務めた。1990年9月3日には、グエン・ヴァン・リン書記長、ドー・ムオイ首相とともに秘密裏に中国の四川省成都を訪問し、中越関係改善のために江沢民総書記と会談している。
また彼はしばしば、汚職を止めるため、大きな努力をするよう党に働きかけた。しかし、今日のベトナムにおいても汚職は大きな問題として残っている。中央委員会顧問の任期が切れた後でも、彼は同様の問題について助言を与えた。晩年、彼は重い病気となった。彼は手を使うことができず、他の者が彼の言葉を代筆した。
2000年5月2日、ベトナム共産党及びベトナム政府は、ファム・ヴァン・ドンが数ヵ月の闘病生活の後、4月29日にハノイにおいて94歳で死去していたことを発表した。同年5月6日に記念行事と葬儀がハノイで執り行われた。

## 顕彰
1990年3月1日、金星勲章を受章。